# Lambula malayana
Lambula malayana är en fjärilsart som beskrevs av Holloway 1982. Lambula malayana ingår i släktet Lambula och familjen björnspinnare. Inga underarter finns listade i Catalogue of Life.